# Cistus verguini
Cistus verguini är en solvändeväxtart som beskrevs av Coste. Cistus verguini ingår i släktet Cistus och familjen solvändeväxter. Inga underarter finns listade i Catalogue of Life.